# Rhynchina rudolfmayerli
Rhynchina rudolfmayerli là một loài bướm đêm trong họ Erebidae.